# Міжнародний конкурс віолончелістів Мстислава Ростроповича
Міжнародний конкурс віолончелістів Мстислава Ростроповича (фр. Concours de violoncelle Rostropovitch) — конкурс академічних віолончелістів, що проходить в Парижі з 1977 року за ініціативою Мстислава Ростроповича. 

## Історія
До 2005 року керівником конкурсу був сам Ростропович. У 2009 році конкурс вперше пройшов як конкурс імені Ростроповича, його президентом був композитор Кшиштоф Пендерецький.
У журі в різні роки брали участь видатні музиканти сучасності: композитори Лучано Беріо, Анрі Дютійо, Яніс Ксенакіс, Вітольд Лютославський, Родіон Щедрін, віолончелісти П'єр Фурньє, Андре Наварра, Леонард Роуз, Людвіг Хельшер, Наталія Гутман, Давид Герінгас. До кожного конкурсу замовлялося новий обов'язковий твір для віолончелі соло: їх писали Ксенакіс (1977), Жільбер Амі (1981), Кшиштоф Пендерецький (1986), Щедрін (1990), Альфред Шнітке (1994), Кайя Сааріахо (1997), Марко Строппа (2001) , Франгіз Алі-заде (2005), Ерік Тангі (2005).

## Лауреати
| 1977 | Луїс Кларет (Іспанія) і Фредерік Лодеон (Франція) |
| 1981 | Марія Клігель (Німеччина)                         |
| 1986 | Гарі Хофман (США) (друга премія - Густав Рівінус) |
| 1990 | Венді Уорнер (США) (друга премія - Колін Карр)    |
| 1994 | Чан Хан На (Південна Корея)                       |
| 1997 | Енріко Дінда (Італія)                             |
| 2001 | Тетяна Васильєва (Росія)                          |
| 2005 | Марі Елізабет Геккер (Німеччина)                  |
| 2009 | Даї Міята (Японія)                                |